# Landtagswahlkreis Heilbronn-Stadt
Der Wahlkreis Heilbronn-Stadt (Wahlkreis 6) war ein Landtagswahlkreis in Baden-Württemberg. Er umfasste stets die kreisfreie Stadt Heilbronn und bestand unter diesem Namen und mit dieser Nummer von der Landtagswahl 1956 bis zur Landtagswahl 1972. Auch bei der Wahl zur verfassunggebenden Landesversammlung 1952, die sich 1953 als erster Landtag konstituierte, gab es im Land Württemberg-Baden einen nur die Stadt Heilbronn umfassenden Wahlkreis 6 mit dem Namen Heilbronn-Stadt. Seit der Landtagswahl 1976 gibt es einen Wahlkreis Heilbronn mit der Nummer 18, der seit der Landtagswahl 2006 neben Heilbronn auch noch andere Gemeinden umfasst.
Von 1946 bis 1952 gab es in Württemberg-Baden einen Wahlkreis Heilbronn, der die Stadt Heilbronn sowie den ganzen Landkreis Heilbronn umfasste und mehrere Abgeordnete entsandte.

## Wahlen und Abgeordnete 1952 bis 1972
Bei den Landtagswahlen in Baden-Württemberg hat jeder Wähler nur eine Stimme, mit der sowohl der Direktkandidat als auch die Gesamtzahl der Sitze einer Partei im Landtag ermittelt werden. Dabei gibt es keine Landes- oder Bezirkslisten, stattdessen werden zur Herstellung des Verhältnisausgleichs beim Erstmandat unterlegenen Wahlkreisbewerbern Zweitmandate zugeteilt. Die bis zur Wahl 2006 gültige Regelung sah eine Zuteilung dieser Mandate nach absoluter Stimmenzahl auf Ebene der Regierungsbezirke vor, weshalb der nach Bevölkerungszahl kleine Wahlkreis Heilbronn-Stadt nur einmal mehr als einen Vertreter in den Landtag entsenden konnte. Bei der Wahl zur verfassunggebenden Landesversammlung 1952 gab es keine Zweitmandate, sondern Landesergänzungslisten.
Den Wahlkreis Heilbronn-Stadt vertraten von 1952 bis 1976 folgende Abgeordnete im Landtag:
| Partei  | Art des Mandats | Gewählte                                                 |
| ------- | --------------- | -------------------------------------------------------- |
| SPD     |                 | Fritz Ulrich 1952                                        |
| SPD     | Erstmandat      | Fritz Ulrich 1956, 1960, 1964 Günter Erlewein 1968, 1972 |
| FDP/DVP | Zweitmandat     | Paul Meyle 1964                                          |